# Alampyris flavicollis
Alampyris flavicollis là một loài bọ cánh cứng trong họ Cerambycidae.